# Moodanahalli, Krishnarajpet
Moodanahalli là một làng thuộc tehsil Krishnarajpet, huyện Mandya, bang Karnataka, Ấn Độ.